# Felip II Filoromà
Felip II Filoromà (en grec antic Φίλιππος ὁ Φιλορωμαῖος "amic de Roma") o Βαρύπους Barypous ("peu pesat") fou el darrer rei selèucida de Síria i va governar del 65 aC al 64 aC.
Era fill del rei Felip I Filadelf. L'any 65 aC va reclamar la successió al tron que els romans havien reconegut a Antíoc XIII Asiàtic (fill d'Antíoc X Eusebios). Pompeu el Gran es va cansar d'ambdós pretendents, el 64 aC els va deposar successivament i Síria es va convertir en província romana. Antíoc va morir assassinat per un xeic àrab i Felip II es creu que va sobreviure, ja que es menciona un príncep de nom Felip un temps després com a futur marit de la princesa Berenice IV d'Egipte (germana de Cleòpatra VII), unió que mai es va celebrar, ja que el governador de Síria, Aulus Gabini, oposat a l'enllaç, el va matar.